# Bandiera del Colorado
La bandiera del Colorado è stato adottata il 5 giugno 1911 e venne disegnata da Andrew Carlisle Johnson.
La bandiera è composta da tre bande orizzontali colorate (partendo dall'alto) in blu, bianco e blu. Nella banda centrale è presente una "C" rossa e al suo interno un disco dorato. Il simbolismo dei colori è molto ricco. Il blu rappresenta il cielo, il giallo il sole, il rosso la terra e il bianco sta per le montagne innevate.
Il 28 febbraio 1929 e il 31 marzo 1964, l'Assemblea Generale del Colorado codificò colori e dettagli della bandiera, in particolare si decise che il rosso, il blu e il bianco dovessero essere gli stessi della bandiera statunitense e che il diametro del disco dorato fosse di pari altezza a quella delle bande orizzontali. Fu inoltre stabilito che la larghezza del tratto della lettera "C" dovesse essere pari al raggio del disco in essa contenuto.